# Абд ар-Рахман III
Абд ар-Рахман III (араб. عبد الرحمن الثالث, 7 січня нар. 891 — пом. 961) — емір (912–929), а потім халіф (929–961) Кордови. Найвідоміший представник династії кордовських Омеядів.
В результаті 30-річної боротьби з місцевими феодалами та племенами відновив єдність держави, яка розпалася за його попередників: ліквідував незалежність володінь синів Ібн Хафсуна. 932 року захопив Толедо, воював проти Леонського та Наваррського королівств, володарі яких після 955 стали його данниками. Успішно боровся проти розповсюдження панування Фатімідів у Північній Африці, 931 року захопив Сеуту (Марокко). В деяких військових походах особисто брав участь. Встановив дипломатичні стосунки (обмін посольствами) з Візантією та Оттоном I у Німеччині.
Абд ар-Рахман III створив сильний флот у Середземному морі. Для своєї охорони, боротьби з непокірними феодалами та придушення повстань сформував гвардію з рабів європейського походження, основу якої склали слов'яни (сакаліба). Абд ар-Рахман III досяг доброї організації державних фінансів, заохочував будівництво палаців, шкіл та мечетей. Саме за його правління було розширено Велику кордовську мечеть, а під Кордовою було збудовано Захру — «місто палаців та садів», де оселилися халіф, його родина та гвардія.
В агіографічній літературі, пов'язаній з життєписом святого Пелагія Кордовського, Абд ар-Рахман постає як педофіл і гомосексуал.